# Milano-Modena 1920
La Milano-Modena 1920, undicesima edizione della corsa, si svolse il 24 ottobre 1920 su un percorso di 276 km. La vittoria fu appannaggio dell'italiano Costante Girardengo, che completò il percorso in 10h36'00", alla media di 26,038 km/h, precedendo i connazionali Giuseppe Azzini e Lauro Bordin.
Sul traguardo di Modena 7 ciclisti, su 22 partiti da Milano, portarono a termine la competizione.

## Ordine d'arrivo (Top 7)
| Pos. | Corridore           | Squadra         | Tempo      |
| ---- | ------------------- | --------------- | ---------- |
| 1    | Costante Girardengo | Stucchi         | 10h36'00"  |
| 2    | Giuseppe Azzini     | Bianchi-Pirelli | a 22'00"   |
| 3    | Lauro Bordin        | Bianchi-Pirelli | a 1h01'00" |
| 4    | Federico Gay        | Bianchi-Pirelli | a 1h04'00" |
| 5    | Gaetano Belloni     | Bianchi-Pirelli | a 1h28'00" |
| 6    | Ugo Bianchi         | -               | a 1h34'00" |
| 7    | Clemente Arduino    | -               | a 1h51'00" |